# 1610 Mirnaya
1610 Mirnaya eller 1928 RT är en asteroid i huvudbältet, som upptäcktes den 11 september 1928 av den ryska astronomen Pelageja Sjajn vid Simeizobservatoriet på Krim. Den har fått sitt namn efter det ryska ordet för fridfull.
Asteroiden har en diameter på ungefär 6 kilometer.